# Edwin Ngonyani
Edwin Amandus Ngonyani (* 29. September 1959) ist ein tansanischer Mineraloge, Montanwissenschaftler und Politiker der Partei der Revolution CCM (Chama Cha Mapinduzi), der zwischen 2015 und 2020 Mitglied der Nationalversammlung (Bunge) sowie von 2013 bis 2015 Stellvertretender Minister im Ministerium für öffentlichte Arbeiten, Transport und Kommunikation war. 

## Leben
Edwin Amandus Ngonyani besuchte von 1967 bis 1970 die Mbimbi Primary School sowie zwischen 1971 und 1974 die Namabengo Primary School, die er mit einem Certificate of Primary Education Examination (CPEE) beendete. Danach absolvierte er von 1975 bis 1978 die Kigonsera Secondary School, an der ein Certificate of Secondary Education Examination (CSEE) erwarb, sowie zwischen 1979 und 1981 die Azania Secondary School, die er mit einem Advanced Certificate of Secondary Education Examination (ACSEE) beendete. 1982 begann er ein Studium der Mineralogie und Montanwissenschaften an der Universität von Sambia (UNZA), welches er 1987 mit einem Bachelor of Science (B.Minerals Science) beendete. Danach begann er seine berufliche Laufbahn im Ministerium für Energie und Mineralien und war dort zwischen 1987 und 2002 Inspektor für Sprengstoffe. Als solcher wurde er zunächst 1987 zum Bergbauingenieur III. sowie 1991 zum Bergbauingenieur II. Klasse befördert. 
Er begann 1992 ein postgraduales Studium an der University of Exeter und schloss dieses 1993 mit einem Master of Science (MSc) ab. 1998 wurde er zum Bergbauingenieur I. Klasse sowie 2000 zum Leitenden Bergbauingenieur (Senior Mines Engineer) befördert. Er war daraufhin zwischen 2002 und 2007 Inspektor für Bergwerke und Sprengstoffe sowie Bereichsleiter für Bergwerke im Ministerium für Energie und Mineralien. Nach seiner Beförderung zum Ersten Bergbauingenieur (Principal Mines Engineer) 2007 war er zwischen 2008 und 2014 war er von 2008 bis 2014 Chefinspekteur für Bergwerke (Chief Inspector of Mines) und zeitgleich von 2009 bis 2014 Assistant Commissioner Mines Inspector. Im Anschluss war er von 2014 bis 2015 erst kommissarischer Geschäftsführender Direktor sowie 2015 Geschäftsführender Direktor der Staatlichen Bergbaugesellschaft STAMICO (Tanzanian State Mining Company).
2015 wurde Ngonyani für die Partei der Revolution CCM (Chama Cha Mapinduzi) Mitglied der Nationalversammlung (Bunge) und vertrat in dieser für eine Legislaturperiode bis 2020 den Wahlkreis Namtumbo. Im Kabinett von Premierminister Kassim Majaliwa war er von 2015 bis 2017 Stellvertretender Minister im Ministerium für öffentliche Arbeiten, Transport und Kommunikation (Deputy Minister to the Ministry of Works, Transport and Communication) sowie darüber hinaus zwischen 2015 und 2018 Mitglied des Ausschusses für Infrastrukturentwicklung.

## Weblink
- Hon. Juma Selemani Nkamia. In: Homepage der Nationalversammlung (Bunge). Abgerufen am 16. Juli 2023 (englisch).

| Personendaten    | Personendaten                                |
| ---------------- | -------------------------------------------- |
| NAME             | Ngonyani, Edwin                              |
| ALTERNATIVNAMEN  | Ngonyani, Edwin Amandus (vollständiger Name) |
| KURZBESCHREIBUNG | tansanischer Politiker                       |
| GEBURTSDATUM     | 29. September 1959                           |